# Duje Rendić-Miočević
Duje Rendić-Miočević (Split, 29. lipnja 1916. – Zagreb, 30. travnja 1993.), hrvatski arheolog.
Potomak je splitsko-bračke plemićke obitelji. Njegov djed Dujam bio je prvi hrvatski načelnik grada Splita nakon pobjede narodnjaka 1882. godine.
Splitsku Klasičnu gimnaziju završio je 1934. godine. Studirao je i predavao klasičnu arheologiju na Filozofskom fakultetu u Zagrebu (1955. – 1983.) gdje je bio i ravnatelj Arheološkog muzeja (1966. – 1979.). tijekom Drugog svjetskog rata bio je kustos pripravnik u Arheološkom muzeju u Splitu.
Vodio je više arheoloških iskapanja (Solin, Murter, Danilo i dr.).

## Djela
- Ilirska onomastika na latinskim natpisima Dalmacije, 1950.
- I Greci in Adratico, Rim, 1962.
- Umjetnost Ilira u antičko doba, 1984.
- Carmina epigraphica, 1987.
- Iliri i antički svijet, 1989.